# 福尔努什 (派瓦堡)
福尔努什是葡萄牙阿威罗区的一个堂区。总面积4.39平方公里，总人口1602人，人口密度364.9人/平方公里。